# Bahnstrecke Whitehall–Rutland
| Gesellschaft: | CLP                  |                                                   |                                                   |
| Streckenlänge: | 38,1 km              |                                                   |                                                   |
| Spurweite: | 1435 mm (Normalspur) |                                                   |                                                   |
| |                      |                                                   |                                                   |
| \| \| \| \| \| \| \| \| von Rouses Point \| \| \| \| 0,0 \| Whitehall NY (Amtrak) \| Whitehall NY (Amtrak) \| \| \| \| nach Troy \| \| \| \| \| Wood Creek (2×) \| \| \| \| \| Poultney River (New York/Vermont) \| \| \| \| \| Straßenbahn Rutland \| \| \| \| 13,5 \| Fair Haven VT \| Fair Haven VT \| \| \| \| Castleton River \| \| \| \| (2,5) \| Lake Bomoseen \| Lake Bomoseen \| \| \| 16,4 \| Hydeville VT \| Hydeville VT \| \| \| \| Castleton River \| \| \| \| \| Straßenbahn Rutland \| \| \| \| \| von Eagle Bridge \| \| \| \| 21,6 \| Castleton VT (Amtrak) \| Castleton VT (Amtrak) \| \| \| \| Castleton River \| \| \| \| 31,7 \| West Rutland VT \| West Rutland VT \| \| \| \| Verbindung zur Strecke Hollister Quarry–Albertson \| \| \| \| \| Straßenbahn Rutland \| \| \| \| \| Anschlussgleis Clarendon Springs (ca. 1920–1944) \| \| \| \| \| Strecke Center Rutland–Rutland \| \| \| \| \| Otter Creek \| \| \| \| \| von Burlington \| \| \| \| 35,7 \| Center Rutland VT (Keilbahnhof) \| Center Rutland VT (Keilbahnhof) \| \| \| \| Verbindungsgleis vom früheren C&P-Bahnhof \| \| \| \| \| Verbindungsgleis \| \| \| \| \| Tenney Brook \| \| \| \| \| \| \| \| \| 38,1 \| Rutland VT (Amtrak) \| Rutland VT (Amtrak) \| \| \| \| nach Hoosick Junction und Bellows Falls \| \| |                      |                                                   |                                                   |
| |                      |                                                   |                                                   |
| Strecke |                      | von Rouses Point                                  | von Rouses Point                                  |
| Bahnhof | 0,0                  | Whitehall NY (Amtrak)                             | Whitehall NY (Amtrak)                             |
| Abzweig ehemals geradeaus, nach rechts und von rechts |                      | nach Troy                                         | nach Troy                                         |
| Brücke über Wasserlauf |                      | Wood Creek (2×)                                   | Wood Creek (2×)                                   |
| Grenze auf Brücke über Wasserlauf |                      | Poultney River (New York/Vermont)                 | Poultney River (New York/Vermont)                 |
| Kreuzung (Querstrecke außer Betrieb) |                      | Straßenbahn Rutland                               | Straßenbahn Rutland                               |
| ehemaliger Bahnhof | 13,5                 | Fair Haven VT                                     | Fair Haven VT                                     |
| Brücke über Wasserlauf |                      | Castleton River                                   | Castleton River                                   |
| Abzweig geradeaus und ehemals von links · Kopfbahnhof Streckenende und quer (Strecke außer Betrieb) | (2,5)                | Lake Bomoseen                                     | Lake Bomoseen                                     |
| ehemaliger Bahnhof | 16,4                 | Hydeville VT                                      | Hydeville VT                                      |
| Brücke über Wasserlauf |                      | Castleton River                                   | Castleton River                                   |
| Kreuzung geradeaus unten (Querstrecke außer Betrieb) |                      | Straßenbahn Rutland                               | Straßenbahn Rutland                               |
| Abzweig geradeaus und ehemals von rechts |                      | von Eagle Bridge                                  | von Eagle Bridge                                  |
| Haltepunkt / Haltestelle | 21,6                 | Castleton VT (Amtrak)                             | Castleton VT (Amtrak)                             |
| Brücke über Wasserlauf |                      | Castleton River                                   | Castleton River                                   |
| ehemaliger Bahnhof | 31,7                 | West Rutland VT                                   | West Rutland VT                                   |
| Abzweig geradeaus und ehemals nach links |                      | Verbindung zur Strecke Hollister Quarry–Albertson | Verbindung zur Strecke Hollister Quarry–Albertson |
| Kreuzung (Querstrecke außer Betrieb) |                      | Straßenbahn Rutland                               | Straßenbahn Rutland                               |
| Abzweig geradeaus und ehemals von rechts |                      | Anschlussgleis Clarendon Springs (ca. 1920–1944)  | Anschlussgleis Clarendon Springs (ca. 1920–1944)  |
| Kreuzung (Querstrecke außer Betrieb) |                      | Strecke Center Rutland–Rutland                    | Strecke Center Rutland–Rutland                    |
| Brücke über Wasserlauf |                      | Otter Creek                                       | Otter Creek                                       |
| Strecke · Strecke von links |                      | von Burlington                                    | von Burlington                                    |
| ehemaliger Bahnhof · ehemaliger Bahnhof | 35,7                 | Center Rutland VT (Keilbahnhof)                   | Center Rutland VT (Keilbahnhof)                   |
| Abzweig geradeaus und ehemals von rechts · Strecke |                      | Verbindungsgleis vom früheren C&P-Bahnhof         | Verbindungsgleis vom früheren C&P-Bahnhof         |
| Abzweig ehemals geradeaus und nach links · Abzweig geradeaus und von rechts |                      | Verbindungsgleis                                  | Verbindungsgleis                                  |
| Brücke über Wasserlauf (Strecke außer Betrieb) · Brücke über Wasserlauf |                      | Tenney Brook                                      | Tenney Brook                                      |
| Abzweig ehemals geradeaus und von links · Strecke nach rechts |                      |                                                   |                                                   |
| Bahnhof | 38,1                 | Rutland VT (Amtrak)                               | Rutland VT (Amtrak)                               |
| Strecke |                      | nach Hoosick Junction und Bellows Falls           | nach Hoosick Junction und Bellows Falls           |

Die Bahnstrecke Whitehall–Rutland ist eine Eisenbahnstrecke in New York und Vermont (Vereinigte Staaten). Sie ist rund 38 Kilometer lang und verbindet die Städte Whitehall, Fair Haven, Castleton und Rutland. Zwischen Center Rutland und Rutland befahren die Züge heute die auf diesem Abschnitt direkt daneben liegende Bahnstrecke Bellows Falls–Burlington. Das Gleis, das früher zur Strecke von Whitehall gehörte, ist stillgelegt. Die Clarendon and Pittsford Railroad betreibt auf der gesamten Strecke im Vermont Rail System den Güterverkehr. Der Expresszug Ethan Allen Express der Amtrak befährt die Strecke einmal täglich auf dem Weg von New York City nach Rutland und zurück.

## Geschichte
1847 wurde die Rutland and Washington Railroad gegründet, die eine Bahnstrecke von Rutland zur Grenze nach New York bei Whitehall bauen wollte. Die Saratoga and Washington Railroad hatte eine Strecke aus Richtung Troy nach Whitehall in Bau und sollte den Abschnitt der Strecke von Whitehall bis zur Grenze mitbauen. Die Rutland&Washington änderte jedoch ihren Plan und wollte nun ihre Strecke von Castleton aus weiter südwärts direkt in Richtung Troy verlegen. Die Saratoga&Washington gründete daraufhin die Rutland and Whitehall Railroad in Vermont und baute den Abschnitt von Whitehall nach Castleton in Eigenregie. Die Rutland&Washington eröffnete den Abschnitt von Rutland nach Castleton im Oktober 1850 und am 1. November des gleichen Jahres ging auch die Strecke nach Whitehall in Betrieb. Ende 1852 eröffnete die Bahngesellschaft einen rund 2,5 Kilometer langen Abzweig von Hydeville zum Lake Bomoseen. Schon 1855 wurde diese Strecke jedoch wieder stillgelegt. 1865 übernahm die Rensselaer and Saratoga Railroad alle diese Bahngesellschaften und damit auch die Gesamtstrecke von Whitehall nach Rutland. Ab 1. Mai 1871 führte die Delaware and Hudson Railroad den Betrieb, nachdem sie die Rensselaer&Saratoga übernommen hatte.
1933 verkehrte der vorerst letzte Personenzug über die Strecke. Der Güterverkehr wurde jedoch aufrechterhalten. Als 1947 ein Hochwasser in Rutland wütete, wurde die Bahnstrecke zwischen Center Rutland und Rutland zerstört, ebenso wie die parallel liegende Bahnstrecke Bellows Falls–Burlington, die durch die Rutland Railroad betrieben wurde. Die beiden Gesellschaften einigten sich darauf, nur eine Strecke wiederaufzubauen und man entschied sich für die der Rutland. Die Delaware&Hudson erhielt ein Mitbenutzungsrecht für diesen Streckenabschnitt und legte ihre Strecke zwischen Center Rutland und Rutland offiziell still. Im August 1983 erwarb die Vermont Railway die Bahnstrecke, nachdem die Delaware&Hudson in Konkurs gegangen war. Den Betrieb führt seitdem die Clarendon and Pittsford Railroad, eine Tochtergesellschaft der Vermont Railway.
Mitte der 1990er Jahre wurde die Strecke aufwendig saniert und die Gleisqualität angehoben, sodass Personenzüge die Strecke befahren können. Am 2. Dezember 1996 wurde der Personenverkehr durch die Amtrak mit dem täglich fahrenden Ethan Allen Express wieder aufgenommen. Die Züge fahren zwischen New York und Rutland, halten jedoch nicht in Whitehall, wo nur die Züge in Richtung Kanada halten. Die Verbindungskurve aus dem Bahnhof Whitehall in die Bahnstrecke wurde abgebaut. Der einzige Zwischenhalt entlang der Strecke ist in Castleton. Der ab 1997 bediente Halt in Fair Haven wurde am 9. Januar 2010 aufgehoben und am nächsten Tag durch die neue Station in Castleton ersetzt. Im Februar 1998 wurde ein zweiter Zug pro Tag von Albany nach Rutland eingeführt, der jedoch schon nach wenigen Jahren wieder eingestellt wurde.

## Streckenbeschreibung

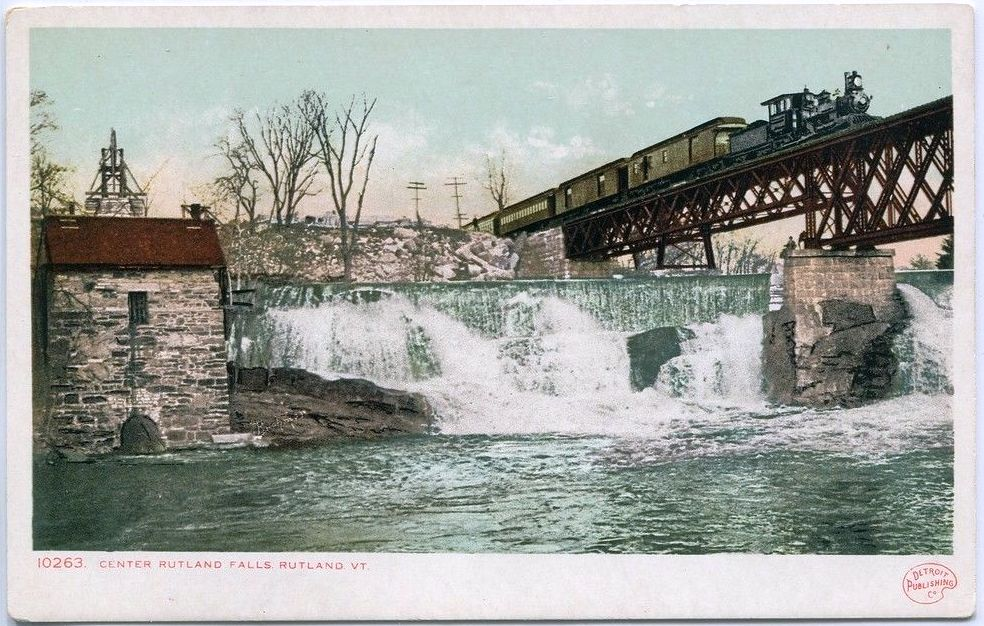
Brücke über den Otter Creek bei Center Rutland, 1905.

Die Strecke beginnt in Whitehall. Bis Mitte der 1990er Jahre befand sich hier ein Gleisdreieck, heute ist nur noch die Verbindungskurve in Richtung Troy vorhanden. Die Bahn führt dann nordostwärts bis über die Grenze nach Vermont, von wo sie eine weitgehend östliche Richtung einschlägt. Sie verläuft entlang des Castleton River bis in die Stadt Castleton, wo ein einfacher Haltepunkt heute den Amtrak-Zügen dient. Weiter parallel zum U.S. Highway 4 führt die Trasse nach Rutland. Zwischen Center Rutland und dem Bahnhof Rutland ist die ursprüngliche Strecke abgebaut und die Züge befahren die hier direkt daneben liegende Strecke von Burlington. Die einzigen Kunstbauten auf der Strecke sind die zahlreichen Flussbrücken, die heute zumeist aus Stahlträgern bestehen.